# Orleans County, New York
Orleans County är ett administrativt område i delstaten New York, USA. År 2010 hade countyt 42 883 invånare. Den administrativa huvudorten (county seat) är Albion.

## Politik
Sedan 1980 styrs countyt av ett råd med sju valda ledamöter. Fyra av dem är valda från enmansvalkretsar. Tre representerar hela countyt, men måste vara bosatta i varsin del av countyt. 
| Funktion         | Namn                | Parti | Valkrets               | Område                           |
| ---------------- | ------------------- | ----- | ---------------------- | -------------------------------- |
| Ledamot          | William H. Eick     | (R)   | Distrikt 1             | Barre, Clarendon, Shelby         |
| Vice ordförande  | Lynne M. Johnson    | (R)   | Distrikt 2             | Ridgeway, Shelby (del av), Yates |
| Minoritetsledare | Fred Miller         | (D)   | Distrikt 3             | Albion, Gaines                   |
| Ledamot          | Kenneth A. DeRoller | (R)   | Distrikt 4             | Carlton, Kendall, Murray         |
| Ledamot          | Vakant              | -     | Hela countyt, västra   | Hela countyt, västra             |
| Ledamot          | Donald J. Allport   | (R)   | Hela countyt, centrala | Hela countyt, centrala           |
| Ordförande       | E. John DeFilipps   | (R)   | Hela countyt, östra    | Hela countyt, östra              |

## Geografi
Enligt United States Census Bureau har countyt en total area på 2 117 km². 1 013 km² av den arean är land och 1 104 km² är vatten.

### Angränsande countyn
- Monroe County - öst
- Genesee County - syd
- Erie County - sydväst
- Niagara County - väst